# 皮爾瓦內山
16°15′35″S 70°49′25″W / 16.25972°S 70.82361°W

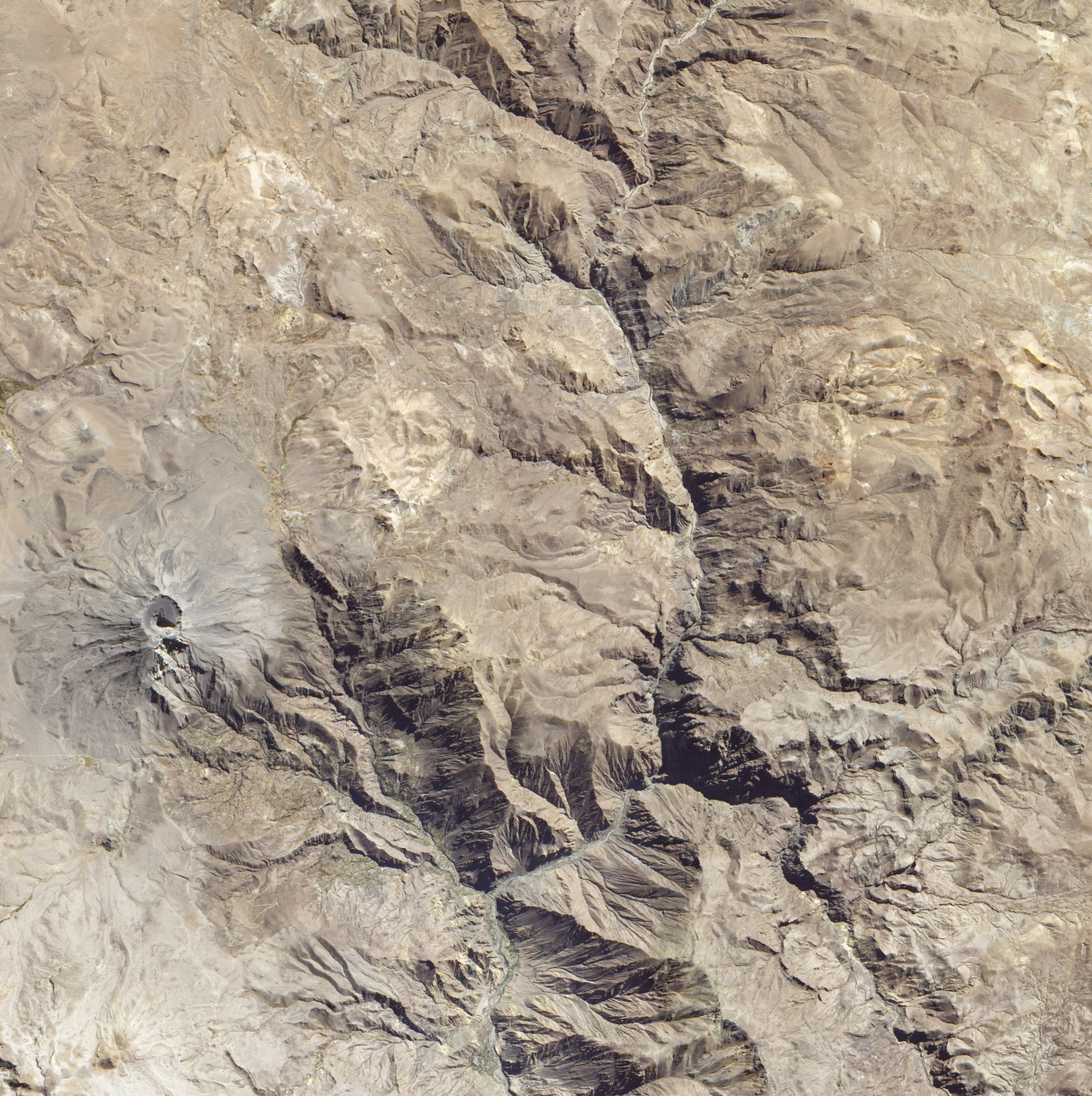

皮爾瓦內山（Pirhuane），是秘魯的山峰，位於該國南部莫克瓜大區的桑切斯將軍山省，處於烏維納斯東北面，屬於安第斯山脈的一部分，海拔高度4,994米。